# Redfield (Arkansas)
Redfield es una ciudad ubicada en el condado de Jefferson en el estado estadounidense de Arkansas. En el Censo de 2010 tenía una población de 1297 habitantes y una densidad poblacional de 162,91 personas por km².

## Geografía
Redfield se encuentra ubicada en las coordenadas 34°26′36″N 92°11′1″O / 34.44333, -92.18361. Según la Oficina del Censo de los Estados Unidos, Redfield tiene una superficie total de 7.96 km², de la cual 7.83 km² corresponden a tierra firme y (1.63%) 0.13 km² es agua.

## Demografía
Según el censo de 2010, había 1297 personas residiendo en Redfield. La densidad de población era de 162,91 hab./km². De los 1297 habitantes, Redfield estaba compuesto por el 91.67% blancos, el 4.78% eran afroamericanos, el 0.08% eran amerindios, el 0.54% eran asiáticos, el 0% eran isleños del Pacífico, el 0.62% eran de otras razas y el 2.31% pertenecían a dos o más razas. Del total de la población el 1.77% eran hispanos o latinos de cualquier raza.